# Гиззатов, Вячеслав Хаменович
Вячеслав Хаменович Гиззатов (каз. Вячеслав Қаменұлы Ғиззатов;  9 апреля 1942, Западно-Казахстанская область, Казахская ССР, СССР — 29 сентября 2021) — казахстанский государственный деятель, дипломат.

## Биография
В 1964 году окончил Саратовский юридический институт по специальности юрист-правовед.
1967—1970 — Высшая дипломатическая школа МИД СССР.
С августа 1970 года — третий секретарь МИД СССР.
С 1971 года — второй секретарь посольства СССР в Китае.
С декабря 1974 — старший научный сотрудник Института Дальнего Востока Академии наук СССР.
С 1978 по 1985 — работа в посольствах СССР в Финляндии и Лаосе.
С 1985 года — первый секретарь МИД СССР, затем советник МИД СССР, МИД РФ.
С мая 1992 года — советник министра иностранных дел Республики Казахстан, начальник управления стран Европы и Америки МИД РК.
С августа 1993 по 1996 — заместитель министра иностранных дел Республики Казахстан.
С ноября 1996 по 2000 — посол Республики Казахстан в Исламской Республике Иран.
С августа 2000 по октябрь 2003 — посол Республики Казахстан в ФРГ.
С января 2004 по июль 2005 — посол Республики Казахстан в Туркменистане.
С апреля 2006 — начальник департамента демаркации государственной границы МИД Казахстана.
С января 2009 — личный представитель действующего председателя Организации по безопасности и сотрудничеству в Европе по борьбе с нетерпимостью и дискриминацией в отношении мусульман.

## Дополнительно
Воинское звание — полковник запаса.
Владел казахским, русским, китайским и английским языками.

## Награды
- Медаль «Ерен еңбегі үшін»[1]
- Юбилейная медаль «25 лет независимости Республики Казахстан» (2016)[2]